# Илео-цекална клапа
Илео-цекалната клапа (на латински: valva ileocaecalis) е сфинктерен мускул намиращ се на границата между тънкото черво и дебелото черво. Името му (valva ileocaecalis) идва от „клапа“ (на латински: valva), от „черво“ (на латински: ileum), и от „сляп“ (на латински: caecus). Основната му функция е да не позволява съдържанието от дебелото черво да се връща назад към тънкото черво. Това е единственото място в стомашно-чревния тракт, което се използва за усвояването на витамин B12, както и за усвояването на жлъчните киселини. Ежедневно около два литра течности преминават през илео-цекалната клапа в дебелото черво.